# Ruta 111 (Costa Rica)
La Ruta 111, oficialmente Ruta Nacional Secundaria 111, es una ruta nacional de Costa Rica ubicada en las provincias de Alajuela y Heredia.

## Descripción
En la provincia de Alajuela, la ruta atraviesa el cantón de Alajuela (el distrito de Río Segundo).
En la provincia de Heredia, la ruta atraviesa el cantón de Heredia (los distritos de Mercedes, San Francisco, Ulloa), el cantón de Belén (los distritos de San Antonio, La Ribera, La Asunción).